# Macrocefalia

Tomografia de um paciente com macrocefalia

A macrocefalia (do grego μακρύς, "grande" e κεφάλη, "cabeça") designa a condição em que a cabeça da criança tem um tamanho maior do que o considerado esperado para sua idade. A cabeça da criança é medida nas consultas de rotina com o pediatra, em que ele avalia se o crescimento da criança como um todo está ocorrendo dentro do esperado.